# Монтандр (кантон)
Монтандр (фр. Montendre) — кантон во Франции, находится в регионе Пуату — Шаранта. Департамент кантона — Шаранта Приморская. Входит в состав округа Жонзак. Население кантона на 2006 год составляло 6452 человек.
Код INSEE кантона — 1717. Всего в кантон Монтандр входят 15 коммун, из них главной коммуной является Монтандр.

## Коммуны кантона
- Бран (Шаранта Приморская): население — 122 чел.
- Шамуйак: население — 308 чел.
- Шартюзак: население — 159 чел.
- Кориньяк: население — 321 чел.
- Ку (Шаранта Приморская): население — 433 чел.
- Экспирмон: население — 116 чел.
- Жюсса: население — 101 чел.
- Мессак: население — 109 чел.
- Монтандр: население — 3140 чел.
- Помье-Мулон: население — 186 чел.
- Руффиньяк: население — 427 чел.
- Сумера (Шаранта Приморская): население — 321 чел.
- Сумулен: население — 207 чел.
- Тюжера-Сен-Морис: население — 327 чел.
- Ванзак: население — 175 чел.